# 최미미
최미미는 대한민국의 애니메이션 《안녕 자두야》의 등장하는 가공의 인물로, 최자두의 여동생이다.

## 성격
공주병이 심하고 새침하지만 순수하고 여성스럽다. 그러나 공부는 못 하고 싫어한다. 특히 수학을 싫어한다. 언니와 싸우기도 하지만 우애는 깊다.  

## 캐릭터 소개
자두의 여동생으로 초등학교에 입학했으며, 통통한 몸매에 부드러운 긴 머리카락에 쌍꺼풀이 있고 초롱초롱한 큰 눈과 하얀 얼굴을 가지고 태어났다.작중 공식 미소녀로 혈액형은 A형.

## 좋아하는 것
꾸미기
인형
원피스(의류)
언니 최자두
달콤한 것
분홍색
리본
여성스러운 것
거울보기

## 가족관계, 다른 캐릭터들과의 관계

### 최호돌
아빠. 승기와 함께 잘 순종한다.

### 김난향
엄마. 최자두와 다르게 미미와 승기를 더 아끼고 예뻐하는 면이 있다.

### 최자두
언니. 언니와 화도 잘 내고 잘 싸우지만, 어떨 때는 사이좋게 지낸다.

### 최승기
남동생이다.

### 준이
같은 반 친구이다. 미미의 남친이다.

## 같이 보기
- 안녕 자두야